# Йодлова (гмина)
Йодлова (пол. Jodłowa) — сельская гмина (волость) в Польше, входит как административная единица в Дембицкий повет, Подкарпатское воеводство. Население — 5467 человек (на 2004 год).

## Демография
| Перепись                       | Всего   | Всего | Женщины | Женщины | Мужчины | Мужчины |
| ------------------------------ | ------- | ----- | ------- | ------- | ------- | ------- |
| Единицы                        | человек | %     | человек | %       | человек | %       |
| Население                      | 5467    | 100   | 2667    | 48,8    | 2800    | 51,2    |
| Плотность населения (чел./км²) | 91,3    | 91,3  | 44,6    | 44,6    | 46,8    | 46,8    |

## Сельские округа
1. Йодлова
2. Дембожин
3. Дембова
4. Дзвонова
5. Загуже

## Соседние гмины
1. Гмина Бжостек
2. Гмина Бжиска
3. Гмина Пильзно
4. Гмина Рыглице
5. Гмина Шежины